# Lecithocera ranavaloella
Lecithocera ranavaloella is een vlinder uit de familie van de Lecithoceridae. De wetenschappelijke naam van de soort is voor het eerst geldig gepubliceerd in 1967 door Viette.